# برهنه (رنوآر، بلگراد، ۱۹۱۰)
برهنه (فرانسوی: Nu‎، صربی: Купачица / Kupačica) یک نقاشی در سبک امپرسیونیسم با تکنیک رنگ روغن بر روی بوم است که پیر آگوست رنوآر نقاش فرانسوی در سال ۱۹۱۰ کشیده‌است. این تابلو اکنون در موزه ملی صربستان قرار دارد و از طرف شاهزاده پل یوگسلاوی برای مردم به معرض نمایش گذاشته شده‌است.